# 越乃Shu*Kura號列車
越乃Shu*Kura（こしのシュクラ）是东日本旅客铁道（JR东日本）新泻支社在上越妙高站-十日町站之间作为观光列车运行的快速列车。湯澤Shu*Kura（ゆざわシュクラ）行駛於上越妙高站-越后汤泽站之间；柳都Shu*Kura（りゅうとシュクラ）行駛於上越妙高站-新泻站之间。三種列車使用同一編組列車。

## 簡介
「越乃 Shu*Kura號」的設計重點是新潟所自豪的「日本酒」，車內除了備有嚴選的新潟縣名酒試飲、當地食材烹製的講究小菜等外，還有舉辦爵士樂或古典音樂等的現場演奏以及與日本酒有關的活動。此外也有「越乃 Shu*Kura號」專有旅遊商品，與包含新潟的「美酒」與「佳餚」的原創菜單。
三種Shu * Kura列車運行於三月到十一月，主要在星期五，星期六和假日每日一往返，旅遊旺季期間可能每天運行。每周僅運行一種列車：湯澤Shu*Kura與柳都Shu*Kura列車每個月運行一次，其它時間則行駛越乃Shu * Kura。
本系列列車於冬季（在12月至3月初）停駛。

## 使用车辆
三種「Shu * Kura」皆使用同一編組，屬於新津運輸區的KiHa 40/48 型柴聯車的專用三車編組（越乃Shu * Kura編組）。列車內裝設計注重風景與音樂的欣賞，使用大型車窗；外表塗裝使用「藍下黒」，用以彰顯新潟文化。
所有車廂單一等級，1號和3號車為全車對號座位（共70座）。
- 第一輛車（KiHa 48 558，座位34人）是專用於景觀旅行的車輛，座位配置有供4人使用的「舒適包廂」，也有面向海邊的「展望雙人座」，以及由隔板隔開的「舒適雙人座」。雙人座的配置是設計成面向直江津站- 柏崎站之間路線的海側。
- 在第二輛車（Kiha 48 1542，不設對號座位）設有活動空間和服務吧台「藏守～Kuramori～」。在活動空間的中央是四個站立式桌子，靈感來自清酒桶。靠近窗戶的地方設有吧台和吧台凳，舉行現場表演和活動。此外也有各種飲料和紀念品的銷售。
- 第三輛車（Kiha 40 552，座位36人）則使用兩位一組的坐臥兩用椅，可以旋轉成兩排四個座位相面對。車輛頭端的自由空間設置有8個座位，能夠欣賞車前景色。

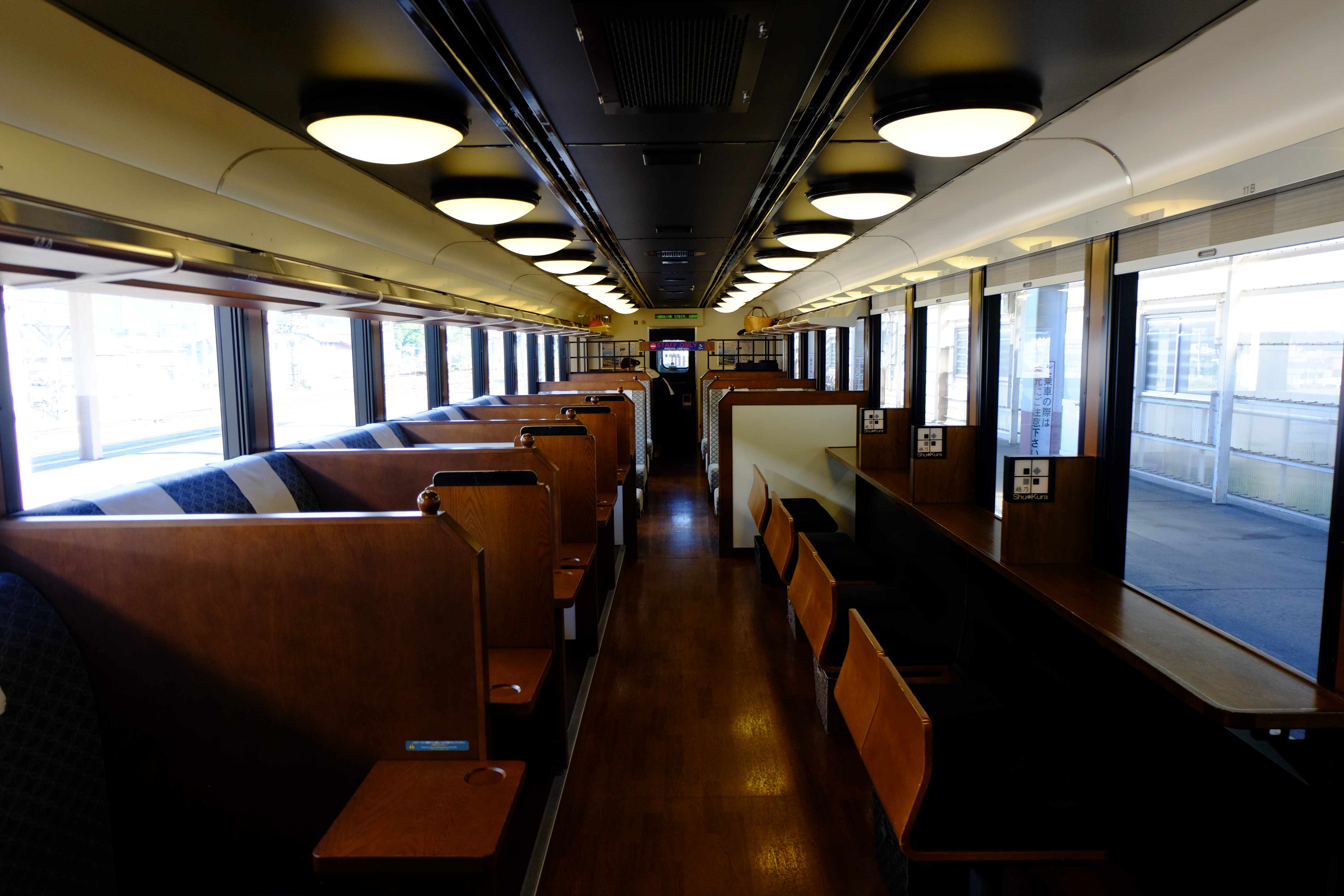
1號车內部
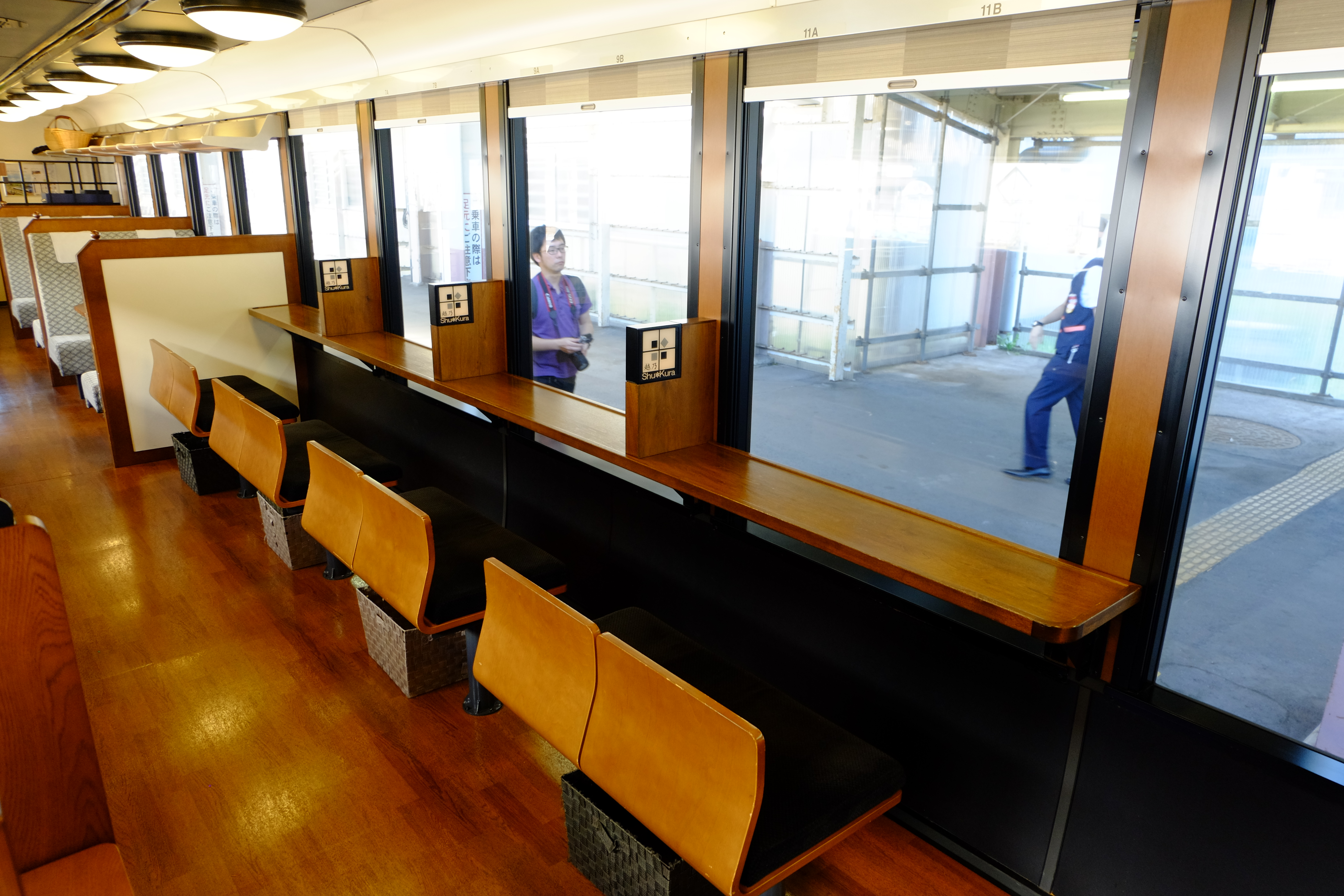
1號車，展望雙人座
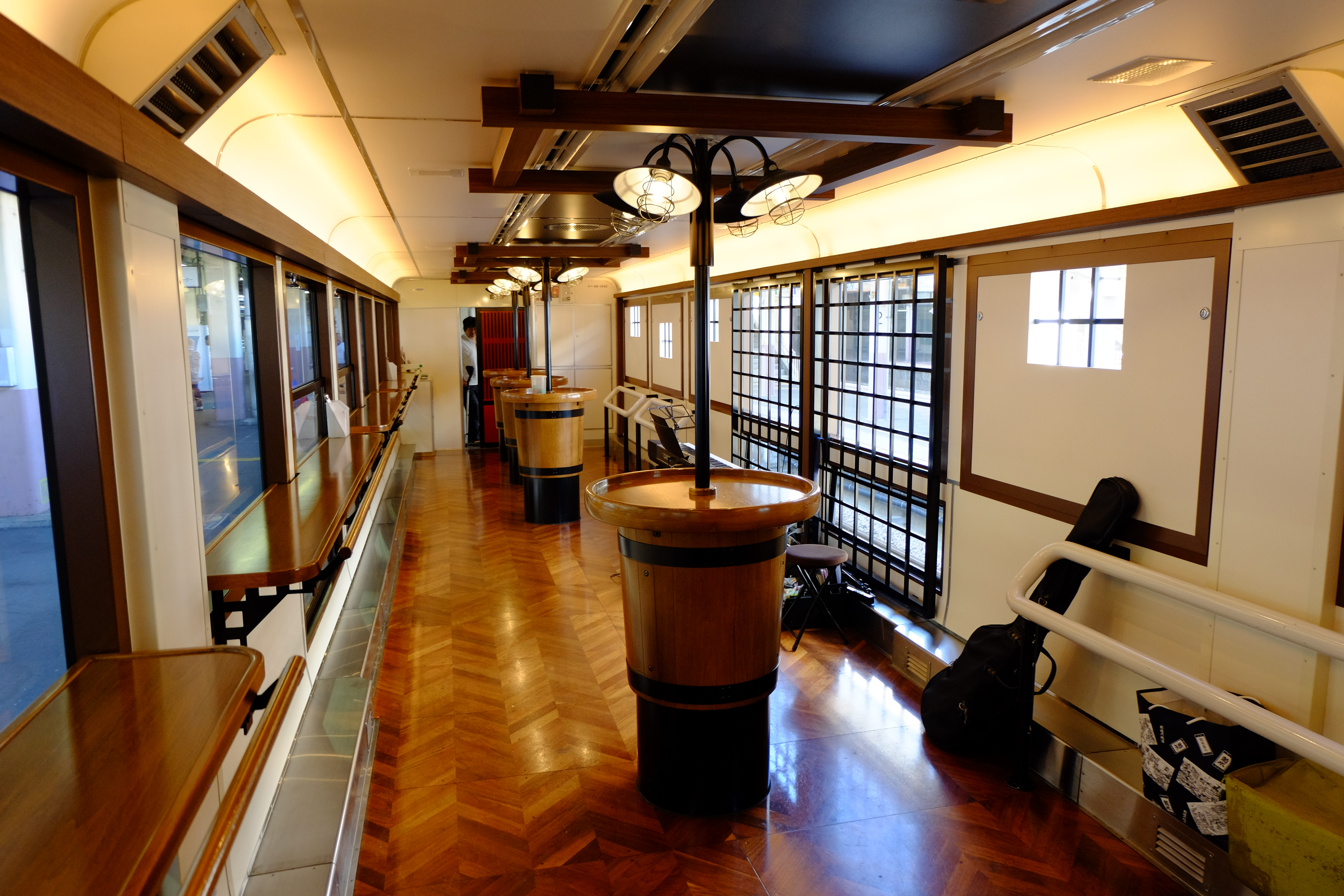
2號車的活動空间
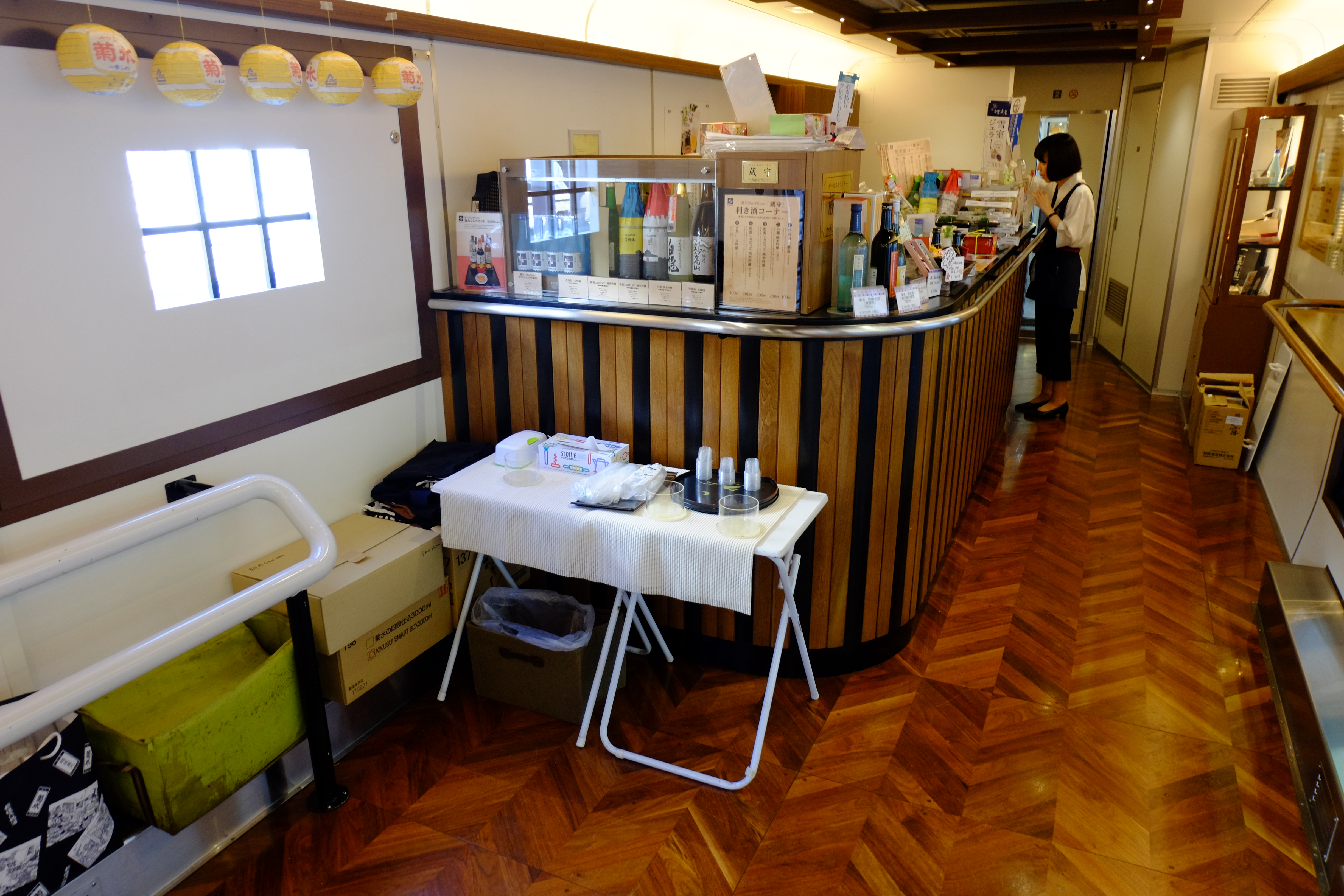
2號車的吧台「蔵守~Kuramori~」
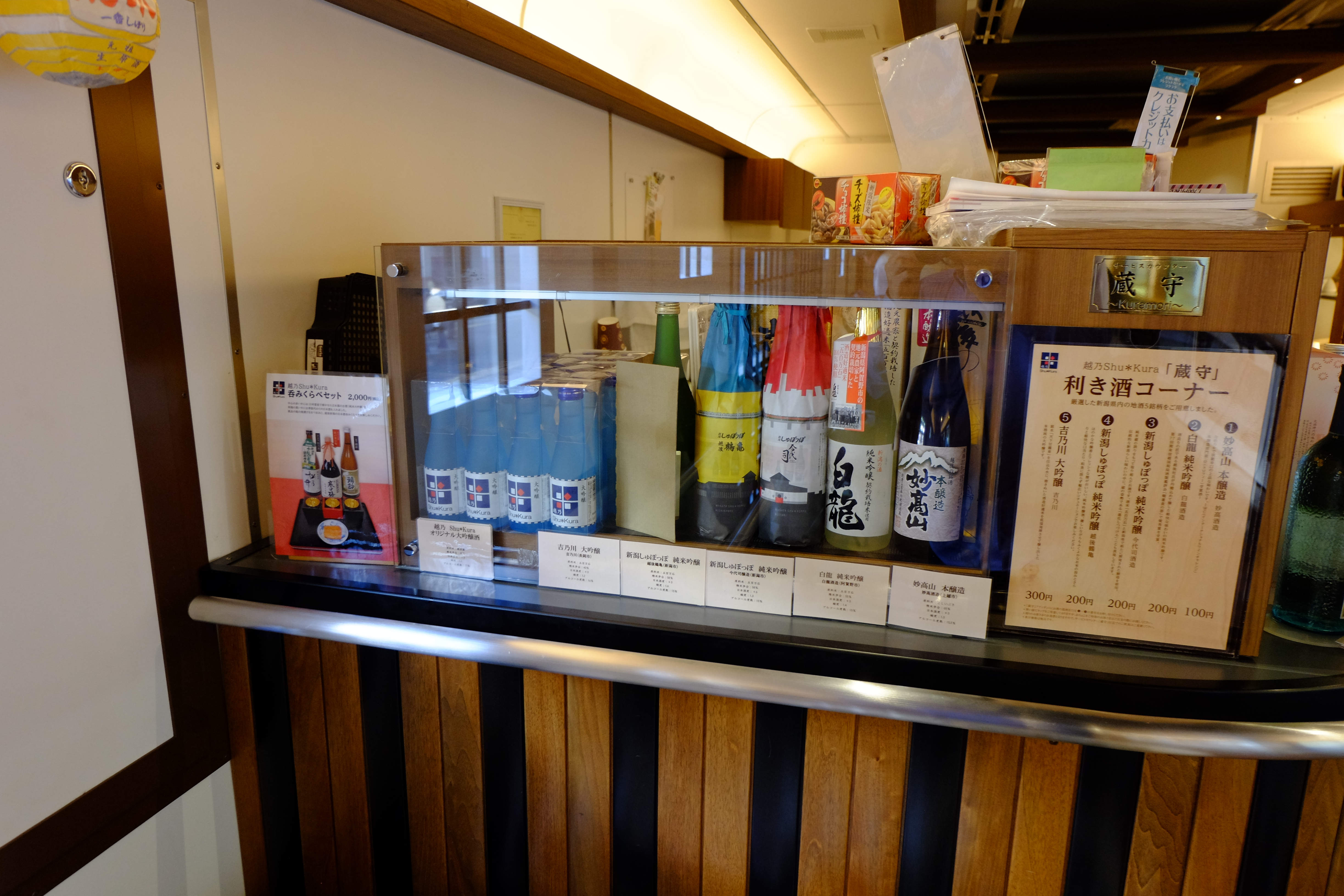
販賣處
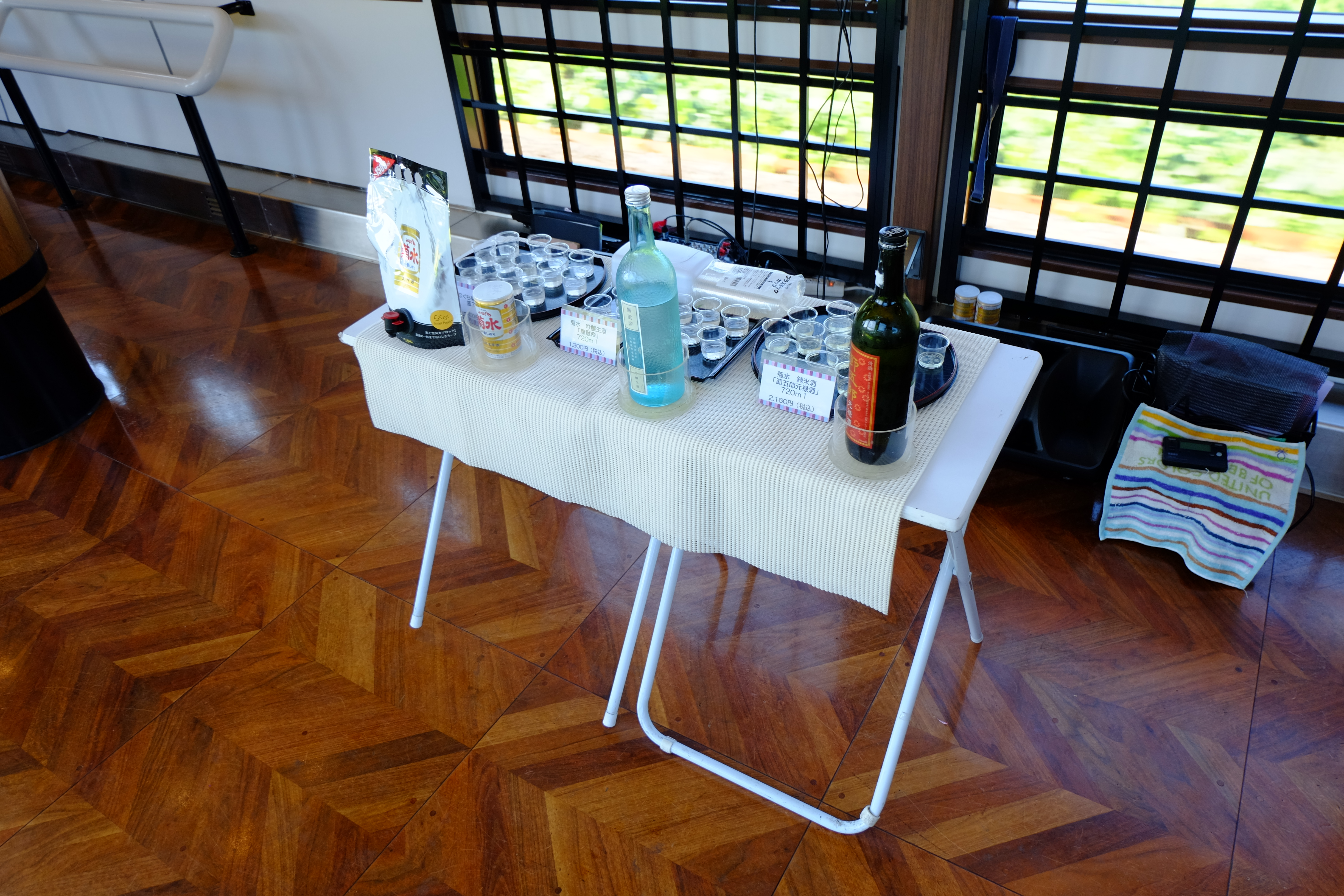
日本酒品嘗活動
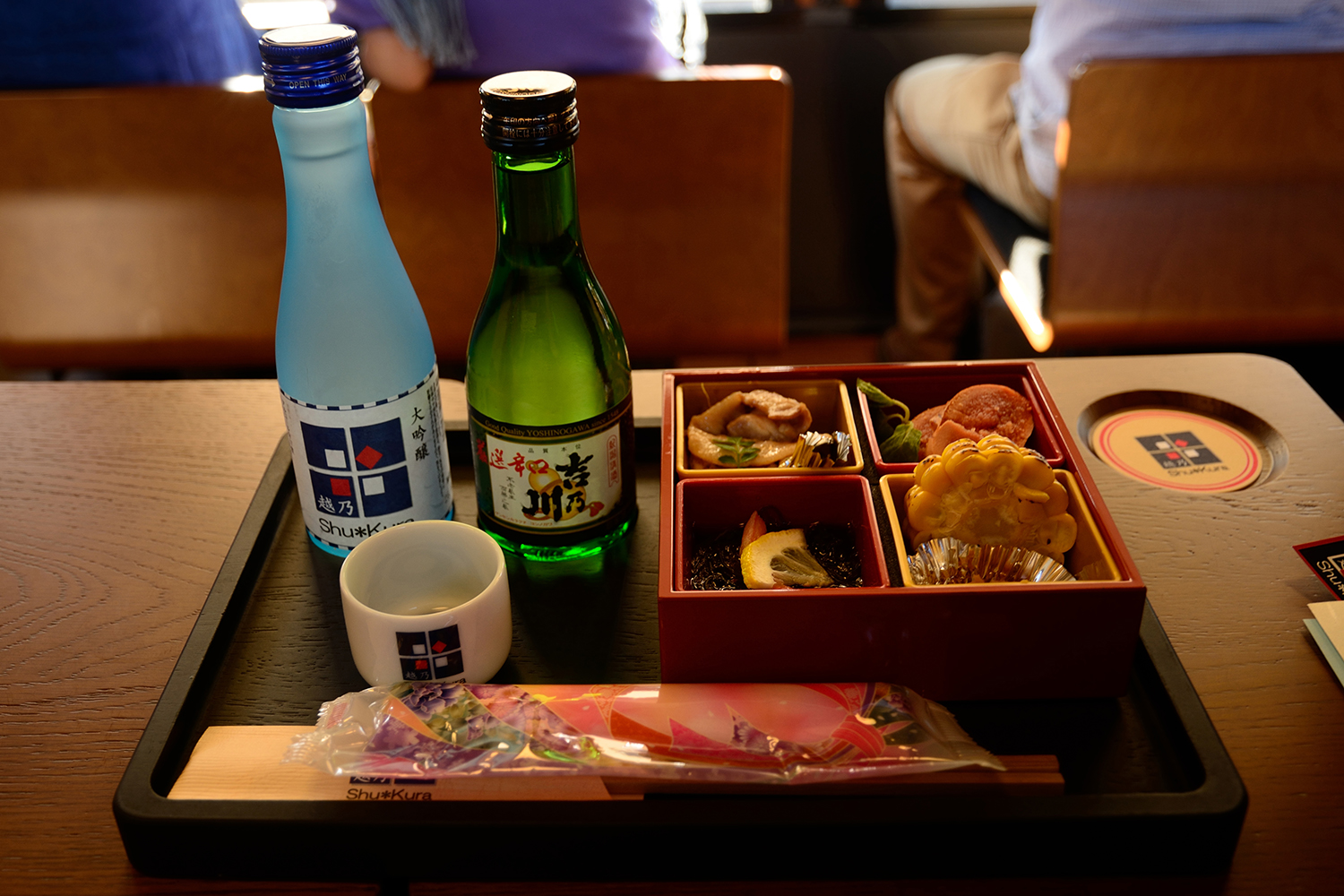
清酒和小吃

## 路線
“Shu*Kura”三列车在上越妙高站-长冈站间及长冈站-越后川口站间的時刻表與路线皆相同。
「越乃Shu*Kura」「湯澤Shu*Kura」为了進入上越线，需要在长冈站變換行進方向，又回頭行經長岡-宮內站區間而後進入上越線。但去程是先停宫内站再停長岡站，由長岡站折返進入上越線時不停靠宮內。返程則是由上越線通過宮內站進入長岡站，折返後才停靠宮內站而後進入信越本線。
「柳都Shu*Kura」則不用在长冈站變換行進方向。
以下现场演奏與活动的实施区间僅供參考。

### 三列车共通行駛區間(上越妙高-长冈之间)
上越妙高站-高田站-直江津站-泻町站-青海川站-柏崎站-来迎寺站-宫内站-长冈站
- 现场演奏区间：青海川站-柏崎站间（去程约20分钟，返程约30分钟）
- 活动進行区间：柏崎站-宫内站间（去程、返程均约20分钟）
- 青海川站：去程停靠8分钟，返程停靠19分钟（自2015年3月14日起）。

#### 越乃Shu*Kura（长冈-十日町之间）
长冈站-小千谷站-越后川口站-十日町站
- 现场演奏区间：越后川口站-十日町站间（去程、返程均约20分钟）
- 活动進行区间：长冈站-越后川口站间（去程、返程均约20分钟）

#### 湯澤Shu*Kura（长冈-越后汤泽之间）
长冈站-小千谷站-越后川口站-小出站-浦佐站-六日町站-盐泽站-越后汤泽站
- 现场演奏区间：六日町站-越后汤泽站间（去程、返程均约20分钟）
- 活动進行区间：长冈站-越后川口站间（去程、返程均约20分钟）
- 抵達越后汤泽站列車回送到越后中里站停放。

#### 柳都Shu*Kura（长冈，新泻之间）
长冈站-见附站-东三条站-加茂站-新津站-新泻站
- 现场演奏区间：长冈站-见附站间、加茂站-新津站间（去程、返程均约20分钟）
- 活动進行区间：见附站-加茂站之间（去程、返程均约20分钟）

### 交通运输区
列车的驾驶员和服務人员皆由東日本旅客鐵道的直江津驾驶中心與长冈运输区负责，服務人員有專屬的制服。